# Siphona brunnescens
Siphona brunnescens là một loài ruồi trong họ Tachinidae.